# Juanjo Santana
{{Ficha de deportista
| nombre de nacimiento = Juan José Santana Luchoro
| apodo               = 
| lugar nacimiento    = Talavera de la Reina,  España
| fecha nacimiento    =   8 de abril de 2001 (24 años)
| nacionalidad        = 
| residencia          = 
| lugar fallecimiento = 
| fecha fallecimiento = 
| altura              = 2,05 m (6′ 9″)
| pareja              =
| deporte             = Baloncesto
| inicio              = Baloncesto Fuenlabrada
| retiro              = 
| posición            = ala-pívot 
| selección =  España
| veces internacional = 0 
| universidad         = 
| draft               = 
| club = 
| liga = 
| numero = 22
| equipos             = 
- Baloncesto Fuenlabrada "B" (2018-2021)
- Zentro Basket Madrid "B" (2019-2020) cedido
- Baloncesto Fuenlabrada (2020-2021)
- Albacete Basket (2021-23)
- Cáceres Patrimonio de la Humanidad (2023-24)
- Brisasol CB Salou (2024-25)
- [[UPB Gandia|UPB Gandia] (2025-26)

| torneos             = 
| títulos             = 
| web                 = 
| medallista olímpico = 
|medallas         =
}}
Juan José Santana Luchoro (Talavera de la Reina, España, 8 de abril de 2001), más conocido como  Juanjo Santana , es un jugador de baloncesto español. Con 2,05 metros de estatura juega en la posición de ala-pívot.

## Trayectoria
Es un interior (ala-pívot) formado en las categorías inferiores del Baloncesto Fuenlabrada.
En la temporada 2018-19, debutaría en Liga EBA con el filial del Baloncesto Fuenlabrada.
En la temporada 2019-20, el ala-pívot talaverano es cedido al Zentro Basket Madrid de la Liga EBA, consiguiendo el ascenso a la  Liga LEB Plata.
En la temporada 2020-21, regresa al filial del Baloncesto Fuenlabrada para jugar en Liga EBA, siendo campeones, logrando el ascenso a la  Liga LEB Plata.
El 24 de abril de 2021, en la jornada 33 de la Liga ACB debuta con el primer equipo del Baloncesto Fuenlabrada en un encuentro frente al Real Madrid Baloncesto, disputando 37 segundos. En la jornada 35, en un encuentro frente al Lenovo Tenerife, volvería a disputar 1 minuto y 32 segundos.
En la temporada 2021-22 firmó por el Albacete Basket de la Liga LEB Plata, con el que lograría el ascenso a la Liga LEB Oro contribuyendo al mismo con medias de 7.2 puntos, 5.2 rebotes y un 40% en tiros de tres puntos en casi 20 minutos por partido.
El 29 de julio de 2022 renueva por el Albacete Basket para disputar la Liga LEB Oro durante la temporada 2022-23. Disputó todos los encuentros (34) y logró medias de 6.2 puntos y 3.7 rebotes.
El 9 de junio de 2023 se anuncia su fichaje por el Cáceres Patrimonio de la Humanidad. Únicamente disputó los 12 primeros encuentros de la temporada 2023/24 debido a una lesión, promediando en ellos 3.1 puntos y 2.7 rebotes.
El 29 de agosto de 2024 se anuncia su fichaje por el CB Salou de la liga Segunda FEB, anteriormente llamada Liga LEB Plata.
El 30 de junio de 2025 se anuncia su fichaje por el UPB Gandía de la liga Segunda FEB.

## Internacionalidad
Ha sido internacional en las categorías inferiores de la Selección de baloncesto de España, logrando el séptimo puesto en el Campeonato Europeo de Baloncesto U16 celebrado en Montenegro en 2017.
Ha sido internacional con la selección nacional de baloncesto 3x3 en las convocatorias de la U18 de la temporada 2019 y con la U23 en las temporadas 2021 y 2023.

## Palmarés
2017 - 7.º puesto en el Europeo selección española U16 masculino celebrado en Montenegro.
2021 - 4.º puesto FIBA 3x3 U23 Nations League celebrado en Voirón, Francia.
2023 - 1.º puesto primera parada FIBA 3X3 U23 Nations League y dos segundos puestos, celebrado en Bratislava.
2024 - Campeón de la XXV Liga Catalana LEB 